# Antoine Daniel
Antoine Daniel (pronúncia em francês: [ɑ̃twan danjɛl], pronúncia em português: [ãtwan dãnjɛl]; 27 de maio de 1601 – 4 de julho de 1648) foi um missionário jesuíta francês na América do Norte, em Sainte-Marie entre os Hurons, e um dos oito Mártires Canadenses.

## Biografia
Daniel nasceu em Dieppe, na Normandia, em 27 de maio de 1601. Após dois anos de estudos em filosofia e um ano em direito, ingressou na Companhia de Jesus em Ruão, em 1º de outubro de 1621. Foi professor das turmas iniciais no Colégio de Ruão de 1623 a 1627. Em 1627, foi enviado ao Colégio de Clermont, em Paris, para estudar teologia. Em 1630, Daniel foi ordenado sacerdote. Em seguida, lecionou no Colégio de Eu.
Em 1632, Daniel e Ambroise Davost partiram para a Nova França. O irmão de Daniel, Charles, era capitão de navio a serviço da Companhia De Caen da França, representando os interesses dos protestantes huguenotes. O capitão Daniel possuía um forte francês na Ilha do Cabo Bretão em 1629. Eles chegaram à Baía de Santa Ana, no Cabo Bretão, onde os dois jesuítas permaneceram por um ano, ministrando aos franceses que ali se estabeleceram.
Na primavera de 1633, Daniel e Davost juntaram-se ao capitão Morieult em sua viagem para Quebec, chegando lá em 24 de junho. Davost fez uma parada em Tadoussac, um assentamento comercial francês na confluência dos rios Tadoussac e São Lourenço.
Em 1634, Daniel viajou para Wendake com Jean de Brébeuf e Daoust. Ele estudou a língua Wendat (Huron) e fez rápidos progressos. Traduziu o Pai-Nosso, o Credo e outras orações para o idioma dos Hurons e as colocou em música. Durante dois anos, no que hoje é Quebec, dirigiu uma escola para meninos indígenas. Em 1638, retornou a Huronia para substituir Brébeuf na nova missão.
Ele retornou a Teanaostaye, a principal cidade dos Hurons, em julho de 1648. Pouco tempo depois, em 4 de julho, os iroqueses lançaram um ataque repentino contra a missão, enquanto a maioria dos homens hurons estava em Quebec para comércio. O sacerdote organizou a defesa. Antes que as paliçadas fossem escaladas, ele correu para a capela, onde estavam reunidos as mulheres, crianças e idosos. Concedeu-lhes a absolvição geral e, mergulhando seu lenço em uma tigela de água, sacudiu-o sobre eles, batizando os catecúmenos por aspersão.
Daniel, ainda revestido com seus paramentos, tomou uma cruz e caminhou em direção aos iroqueses que avançavam. Os iroqueses hesitaram por um momento e, em seguida, abriram fogo contra ele. Colocaram o corpo de Daniel dentro da capela, que haviam incendiado. Muitos dos hurons conseguiram escapar durante o ataque.

Daniel foi o primeiro mártir entre os missionários dos Hurons. Seu superior, o padre Ragueneau, escreveu sobre ele em uma carta ao Superior Geral dos Jesuítas, descrevendo-o como:
"um homem verdadeiramente notável, humilde, obediente, unido a Deus, de paciência inabalável e coragem indomável na adversidade."

## Veneração
Daniel e outros sete mártires foram canonizados pelo Papa Pio XI em 29 de junho de 1930. A celebração litúrgica dos Santos Mártires do Canadá ocorre em 26 de setembro no Canadá e em 19 de outubro na Igreja universal.
A igreja e paróquia católica romana de Santo Antoine Daniel, em Kitchener, Ontário, levam seu nome. Escolas primárias em Victoria Harbour, Ontário, e Willowdale, Ontário, também foram nomeadas em homenagem ao santo.